# 갤럭시 항공의 운항 노선
2008년 도산전까지 갤럭시 항공의 다음과 같은 노선을 운항하였다.

## 운항 노선
- 일본
  - 도쿄 - 하네다 국제공항 허브
  - 오사카 - 간사이 국제공항
  - 기타큐슈 - 기타큐슈 공항
  - 삿포로 - 신치토세 공항
  - 오키나와 - 나하 공항